# Église Saint-Laurent de Forges
Pour l’article homonyme, voir Église Saint-Laurent de Forges (Charente-Maritime).
L'église Saint-Laurent est une église située à Forges, en France.

## Localisation
L'église est située dans le département français de Maine-et-Loire, sur la commune de Forges.

## Historique
L'édifice est inscrit au titre des monuments historiques en 1973.